# Rodelinghem
Rodelinghem is een gemeente in het Franse departement Pas-de-Calais (regio Hauts-de-France) en telt 393 inwoners (1999). De plaats maakt deel uit van het arrondissement Calais.

## Naam
De plaatsnaam heeft een Oudnederlandse herkomst. De oudste vermelding is uit het jaar 1069 als Rolinghem. Het betreft een samenstelling, waarbij het eerste element een afleiding is van een persoonsnaam + het afstammingsuffix -ing +  -heem (woonplaats, woongebied, dorp, buurtschap). De betekenis van de plaatsnaam is dan: 'woning, woonplaats van de lieden van X'. De huidige Franstalige plaatsnaam is hiervan een fonetische nabootsing.
De spelling van de naam van het dorp heeft door de eeuwen heen gevarieerd. Chronologisch heette het achtereenvolgens: Rolingehem (1117), Reolinghem (1119), Roegninghehem (1157), Rollingahem (1159), Rollingehem (1172), Rolinghem (1184), Rodlinghem (1186), Rodelinghem (1228), Roderinghem (1247), Rodelingehem (1296), Rolinghem (XIII eeuw), Rolinguchen of Rolinguehen (1321), Roudelinghem (1474), Reudelinguehem (1480),  Roedelinghem en Roilingehem (1521), Roeudelinghem (1538), Reudelinghem (1544), Roeudelinghem en Rodhelinghem (1559), Roidelinghem (1682), Rodelingan (1699). Hierna kreeg en behield het zijn huidige naam en spellingswijze. 

## Geografie
De oppervlakte van Rodelinghem bedraagt 4,3 km², de bevolkingsdichtheid is 91,4 inwoners per km².
De onderstaande kaart toont de ligging van Rodelinghem met de belangrijkste infrastructuur en aangrenzende gemeenten.

## Demografie
Onderstaande figuur toont het verloop van het inwonertal (bron: INSEE-tellingen).